# Шапошников Матвій Кузьмович
Матвій Кузьмович Шапошников (29 листопада 1906, слобода Алексєєвка, Воронезька губернія — 28 червня 1994, Ростов-на-Дону) — радянський воєначальник, генерал-лейтенант ЗС СРСР, Герой Радянського Союзу.

## Біографія

### Ранні роки
Народився 29 листопада 1906 на Слобожанщині, у слободі Олексіївці Воронезької губернії (нині місто Бєлгородської області) в сім'ї селянина. Українець. У 1920 році закінчив неповну середню школу. Працював забійником на шахті «Комунар» у Кривому Розі.
В Червоній Армії з вересня 1928 року, добровільно вступив в Одеську піхотну школу ім. Й. Е. Якіра. Член ВКП (б) з 1930 року. Закінчив її в квітні 1931 в числі курсантів дев'ятого ударного випуску, після чого з 1931 по 1932 служив у Києві в 135-му стрілецькому полку 45-ї стрілецької дивізії на посаді командира взводу станкових кулеметів. Потім очолював полкову школу. Тому Матвію в повній мірі була знайома нелегка доля піхоти, а разом з тим добре володів всіма видами стрілецької зброї.
В Червоній Армії вводиться в дію широка програма моторизації і механізації. І Шапошникова направляють у Москву на мотомехкурси удосконалення командного складу при Військовій академії механізації і моторизації РСЧА, звідки вийшов командиром танкової роти. З листопада 1932 року — командир танкової роти в школі молодшого комскладу 45-го механізованого корпусу Українського військового округу, з березня 1935 року — командир навчальної танкової роти 135-ї механізованої бригади в тому ж корпусі. З травня 1937 року по листопад 1938 командир розвідроти 12-ї механізованої бригади Київського військового округу.

### У роки Другої світової війни
1939-1940 роки
У 1940 році закінчив Військову академію РСЧА імені М. В. Фрунзе. З лютого 1940 року — старший помічник начальника оперативного відділу штабу 9-ї армії, в цій посаді брав участь в радянсько-фінській війні 1939 −1940 років. З квітня 1940 року — помічник начальника 1-го відділу інформаційно-оперативного відділу і потім старший помічник начальника відділення Оперативного відділу Генерального штабу РСЧА.
1941 рік
Перед самим початком німецько-радянської війни, у червні 1941 року, підполковник Шапошников був призначений на посаду начальника оперативного відділу штабу 37-ї танкової дивізії 15-го механізованого корпусу Київського Особливого військового округу. З першого дня війни в боях на Південно-Західному фронті. Брав участь в прикордонній танковій битві в районі Дубно-Луцьк-Броди, в Київській оборонній операції, в Уманській оборонній операції.
З 22.06.41 по 10.07.41 майор Шапошников брав участь в десяти боях дивізії з німецькими фашистами (зокрема 22.06.41 під сильним вогнем супротивника домігся захоплення танковими полками переправи біля с. Монастирок і виходу частей на північний берег р. Стир). Нагороджений орденом Червоного Прапора
Після загибелі в Уманському котлі в серпні 1941 року дивізія була виведена на преформування за Дніпро, в місто Пирятин. А Шапошников призначений начальником оперативного відділення штабу 10-ї танкової дивізії. У вересневі дні 1941, коли ворогу вдалось зімкнути кільце оточення на східному березі річки Сула, в оточення попав і штаб 10-ї танкової дивізії. Штаб ПЗФ (рухався попереду штаба 10-ї тд) попав в оточення і майже повністю був знищений. Штаб 10-ї тд декілька разів піддавався мінометному обстрілу, атаці фашистських автоматників. Шапошников отримав поранення. Довелося йому з невеликою групою бійців із охорони протягом 4 діб бродити вздовж Сули в пошуках виходу з кільця. Рухались тільки вночі, а вдень відсиджувались в якому-небудь укритті. І все-таки вдалось перебратися через Сулу північніше населеного пункту Сенча.
З жовтня 1941 року — начальник штабу 133-ї танкової бригади. 8 жовтня 1941 бригада завантажена в ешелони і відправлена до Курська. 11 жовтня надійшла в розпорядження командира 7-ї гв. сд для розгрому Орловського угруповання противника. Доводилось зустрічатися з Єрьоменко Андрієм Івановичем. Тоді він командував Брянським фронтом.
1942 рік
З квітня 1942 року — начальник оперативного відділу штабу 22-го танкового корпусу 38-ї армії Південного фронту і 5-ї танкової армії Сталінградського фронту. Учасник Донбаської оборонної операції (1942)
Весна-літо 1942 року — битви під Харковом, під Куп'янськом і на воронезькому напрямку.
Учасник оборонного етапу Сталінградської битви.
З жовтня 1942 полковник Шапошников — начальник штабу 5-го механізованого корпусу 5-ї танкової армії Південно-Західного фронту, учасник контрнаступу радянських військ під Сталінградом, операції Малий Сатурн (грудень 1942).
1943 рік
В березні 1943 року полковника Матвія Кузьмовича викликали в управління кадрів Південно-Західного фронту, де ознайомили з наказом про нове призначення і вручили припис
| «…з'явитися в розпорядження командира 10-го танкового корпусу на посаду командира 178-ї танкової бригади» |
При цьому попередили, що потрібно поспішати: корпус знаходиться в резерві Ставки в Старобільську і готується до перекиду в новий район. В той же день, залишивши позаду 200 км фронтових доріг, Шапошников на своєму вілісі приїхав в Старобільськ, де його прийняв комкор генерал Бурков Василь Герасимович. Генерал сказав полковнику, щоб той приймав свою бригаду і через два дня вантажився з нею в залізничний ешелон. Корпус готувався до передислокації в смугу дій Воронезького фронту в Старий Оскіл.
Поки на станцію Старий Оскіл не прибули нові танки (почали прибувати в перших числах травня), Шапошников головну увагу приділяв роботі в мотострілецьких підрозділах, де бував і на стройових заняттях, і на заняттях по вогневій підготовці, і на тактичних навчаннях.
| «Буваючи на стрільбищах, я інколи зустрічався з ситуацією, коли дехто з бійців, що не попав у ціль, звалював всю вину на буцімто погану зброю. Я брав автомат чи кулемет у такого бійця, робив декілька одиночних вистрілів по контрольній чи пристрілочній мішені, потім виходив на лінію вогню і на очах у всіх попадав у ціль з перших вистрілів» |
Коли на початку червня 1943 з Москви в штаб корпуса поступили документи з даними про нові німецькі танки, то Шапошникову комкор доручив практичні заняття по демонстрації бойових можливостей «тридцятьчетвірки» при вогневому поєдинку з «тигром» (прибуксирували два підбиті Т-IV, яким надали форму і розміри «тигра», наростили екранами з броньованих плит). Практика пройшла успішно.
Учасник Курської битви і Бєлгородсько-Харківської наступальної операції, в якій його бригада спільно з іншими частинами звільнила міста Славгород (7 серпня) і Тростянець (8 серпня). Полковник Шапошников нагороджений орденом Червоного Прапора.
Кидок до Дніпра
До Дніпра по прямій залишається близько 200 км. Шапошников отримує наказ очолити передовий загін (ПЗ) корпусу і бути готовим до самостійних дій. З 12 вересня ПЗ захоплює Гадяч, 15-17 вересня з боями проходить понад 130 км.
21 вересня 1943 його бригада в складі корпусу з ходу звільнила місто Переяслав.
Полковник Шапошников відзначився в боях за річку Дніпро. У ніч на 24 вересня в районі хутора Монастирок (Кагарлицький район) мотострілецький кулеметний батальйон бригади форсував річку і захопив плацдарм.
До світанку 26 вересня (прибув один пором) за командою Шапошникова вдається переправити на напівзатопленому поромі один за одним три Т-34 зі своєї бригади.
В ніч з 28 на 29 вересня під командуванням Матвія Кузьмовича новостворена «група Шапошникова» (26 Т-34, 10 СУ-152, 727 вптап) переправляється через Дніпро. 30 вересня захоплює Великий Букрин. 12-25 жовтня «прогризання» оборони супротивника, визволення Ходорова.
З кінця жовтня 1943 року — перший заступник комкора. 7 листопада визволено Васильків. В районі цього міста 11 листопада сформовано корпусний рухомий загін (КЗ) під командуванням Шапошникова. В ніч з 14 на 15 листопада проходячи вулицями Києва з маскувальними фарами, КЗ направляється в район Брусилова, де тримає оборону проти німецьких військ, що намагаються прорватися до Києва.
1944 рік
Указом Президії Верховної Ради СРСР від 10 січня 1944 «за зразкове виконання завдань командування і проявлені мужність і героїзм у боях з німецько-фашистськими загарбниками», полковнику Шапошникову Матвію Кузьмичу присвоєно звання Героя Радянського Союзу.
В березні 1944 року Матвію Кузьмовичу по визову штаба бронетанкових і механізованих військ (БТ і МВ) довелось побувати у Москві. Там він був прийнятий маршалом Я. Н. Федоренко, який повідомив про те, що Сталін підписав наказ про утвердження Шапошникова на посаді командира 10-го танкового корпусу. На наступний день в Кремлі йому вручили орден Леніна і медаль «Золота Зірка» (№ 3195). Незабаром йому було присвоєно військове звання «генерал-майор танкових військ».
Учасник ряду операцій щодо визволення Прибалтики. У ході Ризької наступальної операції корпус під командуванням генерала М. К. Шапошникова прорвав смугу оборони противника і звільнив місто Валміера (23 вересня 1944).
З листопада 1944 року — перший заступник командира 1-го гвардійського механізованого корпусу.
1945 рік
Учасник Будапештської наступальної, Балатонської оборонної і Віденської наступальної операцій.
У районі міста Секешфегервар 1-й гвардійський механізований корпус в оперативному підпорядкуванні 9-ї гвардійської армії завдав удару у фланг 6-ї танкової армії СС, що вклинилась в оборону військ 3-го Українського фронту між озерами Веленце й Балатон. Ворог був вимушений вдатися до втечі. Шапошникову довелось безпосередньо керувати боєм двох гвардійських бригад: 9-ї танкової і 2-ї механізованої.
| «...Ця сутичка здорово нагадала мені Прохоровку, де нашому 10-му танковому корпусу 8-9 червня 1943 довелось битися з танками 2-го танкового корпусу СС» |
В перших числах квітня 1945 року частини 1-го гвардійського корпусу, переслідуючи супротивника, з ходу перетнули кордон Австрії і направились до Відня. Перед військами був Дунай. Шапошников ішов з передовими бригадами. Щоб захопити «королівський міст», який німці підготували до вибуху, Матвій Кузьмович вислав уперед загін, в який було введено відділення мінерів. Міст був захоплений і заряд знешкоджений.
В ході вуличних боїв у Відні Шапошников керував боєм трьох гвардійських бригад. Бої велись у взаємодії з 9-м гвардійським мехкорпусом (колишній 5-й мехкорпус, штаб якого Матвій Кузьмович очолював в період боїв у районі Сталінграда і Суровікіно).
Після визволення Відня 1-й гвардійський механізований корпус упродовж 3-7 травня 1945 року вів бої в Альпах з частиною сил із так званого угруповання Шернера.
На Параді Перемоги 24 червня 1945 року на Червоній площі генерал-майор Шапошников очолював зведений батальйон танкістів 3-го Українського фронту.

### Повоєнні роки
Після перемоги генерал Шапошников залишився в Збройних Силах СРСР. З лютого по грудень 1946 року — командир 26-ї механізованої дивізії.
1946—1948 — слухач основного факультету Вищої військової академії імені К. Є. Ворошилова. У 1949 році закінчив її.
З січня 1949 — заступник командира 3-ї окремої гвардійської танкової дивізії в Групі радянських військ у Німеччині . З березня 1950 — помічник командувача 3-ї гвардійської механізованої армії, з грудня 1950 — начальник штабу 2-ї гвардійської механізованої армії там же . З грудня 1952 року — заступник начальника штабу бронетанкових і механізованих військ Радянської Армії.
З січня 1955 М. К. Шапошников — перший заступник командувача 3-й механізованої армії. З травня 1956 п'ять років командував 2-ю гвардійською механізованою (у квітні 1957 переформована в 2-гу гвардійську танкову) армією в Північно-Кавказькому військовому окрузі.
З травня 1960-го року був першим заступником командувача і членом Військової ради Північно-Кавказького військового округу.
Під час повстання робітників у Новочеркаську 1962 року, перебуваючи на посаді заступника командувача ПКВО, отримав наказ командувача округу, керівника операції генерала І. О. Плієва кинути на народ танки. Однак він відмовився придушувати демонстрантів, відповівши: «Не бачу перед собою такого противника, якого варто було б атакувати нашими танками». На питання, що було б, якби він підкорився наказу, і танки, які стояли на мосту, атакували демонстрантів, генерал Шапошников відповів: «Загинули б тисячі»
1966 року генерал-лейтенант Шапошников відправлений у відставку. У січні 1967 року він був виключений з КПРС. 26 серпня 1967 Управлінням КДБ при Раді Міністрів СРСР по Ростовській області було порушено кримінальну справу за звинуваченням М. К. Шапошникова в антирадянській пропаганді (ст.70 Кримінального кодексу РРФСР), підставою для якої стали вилучені в нього при обшуку чернетки листів і проект листа-звернення з приводу новочеркасського розстрілу. Через кілька місяців, 23 грудня 1967 року кримінальну справу було припинено з огляду фронтових заслуг генерала, але фактично він виявився в опалі.
1985 року до 40-річчя Перемоги нагороджений орденом Вітчизняної війни I ступеня
Реабілітований у 1988 році, відновлений у КПРС 6 грудня 1988.
Жив у Ростові-на-Дону.
Помер 28 червня 1994 року. Похований на Північному кладовищі Ростова-на-Дону.

## Пам'ять
У Ростові-на-Дону М. К. Шапошникову встановлена меморіальна дошка.
В музеях
У Національному музеї історії України у Другій світовій війні в експозиції, присвяченій 40-річчю битви за Дніпро і вигнання нацистів з Києва були представлені фото Шапошникова, Грамота Героя Радянського Союзу і шабля, видана йому перед Парадом Перемоги у Москві.

## Нагороди[7]
- Медаль «Золота Зірка» Героя Радянського Союзу № 3195 (10.01.1944),
- Два ордена Леніна (10.01.1944, ?),
- Три ордена Червоного Прапора (4.12.41, жовтень 1943, квітень 1945),
- Орден Богдана Хмельницького II ступеня (21.04.45)[8],
- Три ордена Червоної Зірки (1.9.36, 15.11.44, ?),
- Орден Вітчизняної війни I ступеня (1985)
- Медаль «За оборону Сталінграда» та інші.